# Раптор (фільм)
«Раптор» (англ. Raptor) — американський фільм 2001 року.

## Сюжет
Розслідуючи серію загадкових і неймовірно жорстоких вбивств, скоєних в маленькому тихому містечку, шериф Таннер знаходить на землі дивні сліди. Всі докази вказують на те, що в окрузі орудує дуже хитрий і кровожерливий хижак, але ні шериф, ні його чарівна помічниця Барбара не передбачають, що незабаром їм належить зіткнутися з підступними вихованцями доктора Гайда, який вже багато років проводить секретні експерименти в надії створити біологічну зброю нового типу — розумних і невразливих тиранозаврів. Не підкоряючись ні ЦРУ, ні владі, Гайд хоче виростити нове покоління убивць, і коли навіть безстрашному загону спецназу не вдається зруйнувати його плани, стає ясно, що тільки відважний шериф зможе відновити мир і спокій в рідному місті, жорстоко покаравши одержимого вченого.

## У ролях
| Актор            | Роль                 |
| ---------------- | -------------------- |
| Ерік Робертс     | шериф Джим Таннер    |
| Корбін Бернсен   | доктор Гайд          |
| Мелісса Брасселл | Барбара Філліпс      |
| Тім Ебелл        | капітан Коннеллі     |
| Вільям Монро     | капітан Йорк         |
| Гаррісон Пейдж   | заступник Бен Гловер |
| Лорісса Маккомас | Лола Таннер          |
| Френк Новак      | Лайл Шелл            |
| Грант Крамер     | Джош Маккой          |
| Тереза ДеПрайст  | Карен                |
| Ерік Джеймс      | Брейді               |
| Джеймс Кромвелл  | Бенні                |